# Vagin
Pour l'article traitant spécifiquement du vagin chez la femme, voir Vagin humain.

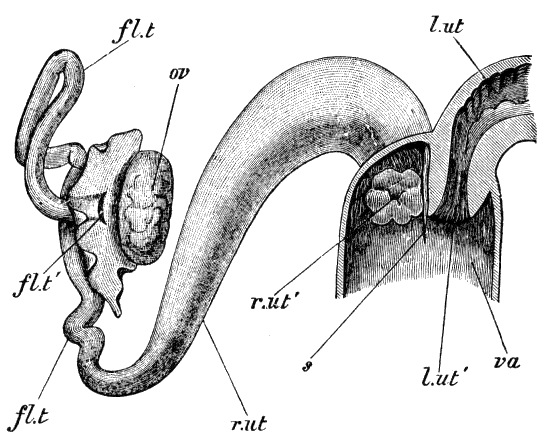
Lepus cuniculus. L'extrémité antérieure du vagin, avec l'utérus droit, la trompe de Fallope et l'ovaire. (Taille Nat.) Une partie de la paroi ventrale du vagin est retirée et l'extrémité proximale de l'utérus gauche est représentée en coupe longitudinale. Légende : fl.t, trompe de Fallope ; fl.t', son ouverture péritonéale ; l.ut, utérus gauche ; l.ut′, canal cervical gauche ; ov, ovaire ; r.ut, utérus droit ; r.ut′, dr canal cervical droit ; s, cloison vaginale ; va, vagin.

Le vagin (du latin : vagina, « fourreau ») est un organe tubulaire musculo-muqueux faisant partie du système reproducteur femelle de certains animaux, tel que l'appareil reproducteur féminin humain. Chez les mammifères, il relie la vulve à l'utérus. Chez les oiseaux et reptiles, il relie l'utérus au cloaque. Chez les insectes et d'autres invertébrés, le vagin est la partie terminale de l'oviducte. Il est impliqué lors de l'accouplement et, chez les mammifères, lors de la parturition (mise au monde).

## Généralités
Le vagin est une structure présente chez les animaux se reproduisant par fécondation interne, plutôt que par insémination traumatique utilisée par certains invertébrés. La forme du vagin varie selon les animaux.

## Humain

Diagramme de l'appareil reproducteur humain féminin, dont le vagin

Le vagin est une des parties internes de l'appareil reproducteur féminin.

## Autres mammifères
Chez les mammifères placentaires et les marsupiaux, le vagin mène de l'utérus à l'extérieur du corps femelle.
Les marsupiaux ont deux vagins latéraux , qui mènent à des utérus séparés, mais tous deux s'ouvrent extérieurement par le même orifice ; un troisième canal, appelé vagin médian, et qui peut être transitoire ou permanent, est utilisé pour l'accouchement. 
La hyène tachetée femelle n'a pas d'ouverture vaginale externe. Au lieu de cela, le vagin sort par le clitoris, permettant aux femelles d'uriner, de copuler et d'accoucher par le clitoris. 

Le vagin de la femelle coyote et de nombreux autres canidés se contracte pendant la copulation, bloquant ainsi le pénis, et formant ce qui est appelé un lien copulateur,.

## Autres animaux

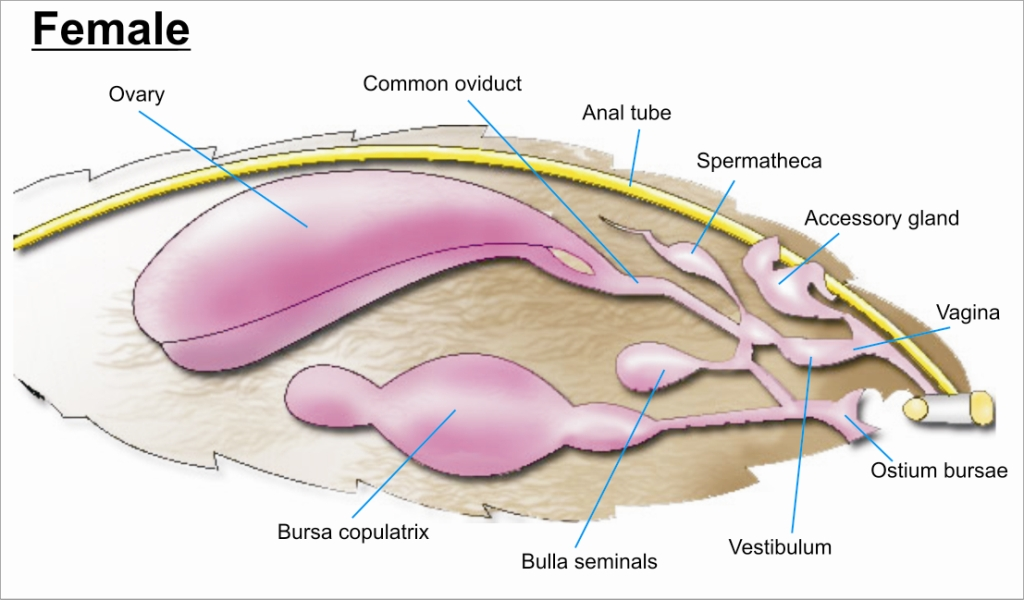
Localisation du vagin dans l'appareil reproducteur des lépidoptères femelles.

Chez les oiseaux, les monotrèmes et certains reptiles, le vagin est le passage reliant l'oviducte au cloaque,.Chez certains poissons sans mâchoire , il n'y a ni oviducte ni vagin et à la place, l'œuf voyage directement à travers la cavité corporelle (et est fécondé à l'extérieur comme chez la plupart des poissons et des amphibiens ).
Chez les insectes et autres invertébrés, le vagin peut faire partie de l'oviducte dont il est un renflement.  
Les oiseaux ont un cloaque où convergent les voies urinaires, reproductrices (vagin) et gastro-intestinales. Lors de la fécondation, qui s'effectue par contact des cloaques mâle et femelle, le sperme rejoint l'utérus par le vagin. 
Les femelles de certaines espèces de sauvagine ont développé des structures vaginales appelées culs-de-sac, organe spiralé dans le sens des aiguilles d'une montre, pour se protéger de la coercition sexuelle.

## Maladies
Le vagin peut développer de nombreuses maladies et infections, de gravité variable :
- le cancer du vagin représente moins de 1 % des cancers gynécologiques et sont principalement des cancers de la femme adulte âgée ;
- le kyste de Gartner est un petit kyste asymptomatique qui peut apparaître le long des parois latérales du vagin ;
- la vulvo-vaginite atrophique est une inflammation du vagin consécutive à l'atrophie des tissus de surface.
- Le lichen scléreux vulvaire est une dermatose inflammatoire chronique.

Le vagin peut laisser pénétrer de l’air en cas d'insufflation volontaire. Il peut alors se produire un pneumopéritoine massif, causé par l’entrée d’air dans la cavité péritonéale via la cavité vaginale. Cette situation peut entraîner de graves complications.[pertinence contestée]